# Park w Karwińcu
Park w Karwińcu – znajdujący się we wsi Karwiniec w gminie Bierutów park, okalający niegdyś Pałac w Karwińcu.
Założony u schyłku XIX w. jako park krajobrazowy o bogatym drzewostanie i licznych rzadkich odmianach krzewów, roślinach egzotycznych (bananowcach itp.), zajmujący powierzchnię dwóch hektarów. Położony między zespołem dworskim a główną ulicą wsi park miał za zadanie, oddzielać świat dworu od pozostałych mieszkańców.
Współcześnie park pozbawiony kutego ogrodzenia (ocalały jedynie filary pałacowych bram wjazdowych), przekształcony w park wiejski.